# Justice for Hungary (album)
A Justice For Hungary a Kárpátia Zenekar 2011-ben megjelent nemzeti rock albuma.

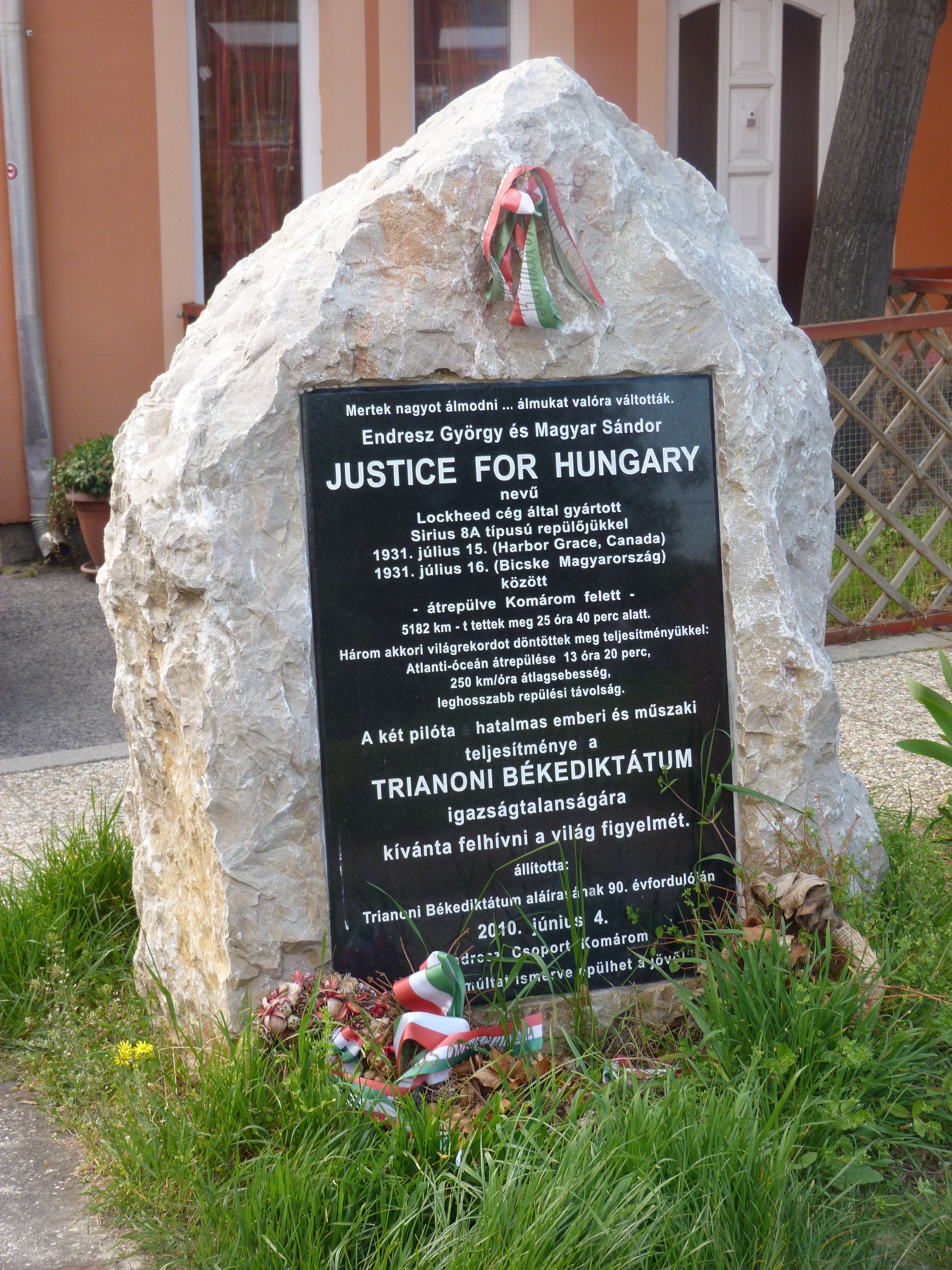
Endresz György és Magyar Sándor repülőútjának emlékműve Komáromban

## Számlista
1. Justice for Hungary!
2. Az én hitem
3. Délvidék
4. Tetemrehívás
5. Kér a magyar
6. Fent a budai várban
7. Gyógyulj meg
8. Szép idők
9. Jurátus-induló
10. Jól ismertek engem
11. Átok-rontás
12. Vígan élek

## Közreműködők
- Bäck Zoltán – ritmusgitár
- Petrás János – vokál, basszusgitár
- Szijártó Zsolt – szólógitár, vokál
- Galántai Gábor – billentyűs hangszerek
- Bankó Attila – dobok
- Csiszér Levente – szólógitár
- Sinkovits-Vitay András – vers
- Pataky Gábor – vokál
- Szécsi Attila - hegedű
- Garamvölgyi-Bene Beáta – furulya

## Külső hivatkozások
- Kárpátia hivatalos oldal